# سارگپه عسل‌خوار نواری
سارگپه عسل‌خوار نواری یا سارگپه عسل‌خوار سولاوسی (نام علمی: Pernis celebensis) گونه‌ای از پرندگان شکاری از خانواده بازان است.
این گونه در جنگل‌های کوهستانی و جلگه‌ای نمناک نیمه‌گرمسیری سولاوسی زندگی می‌کند.